# Letters of last resort

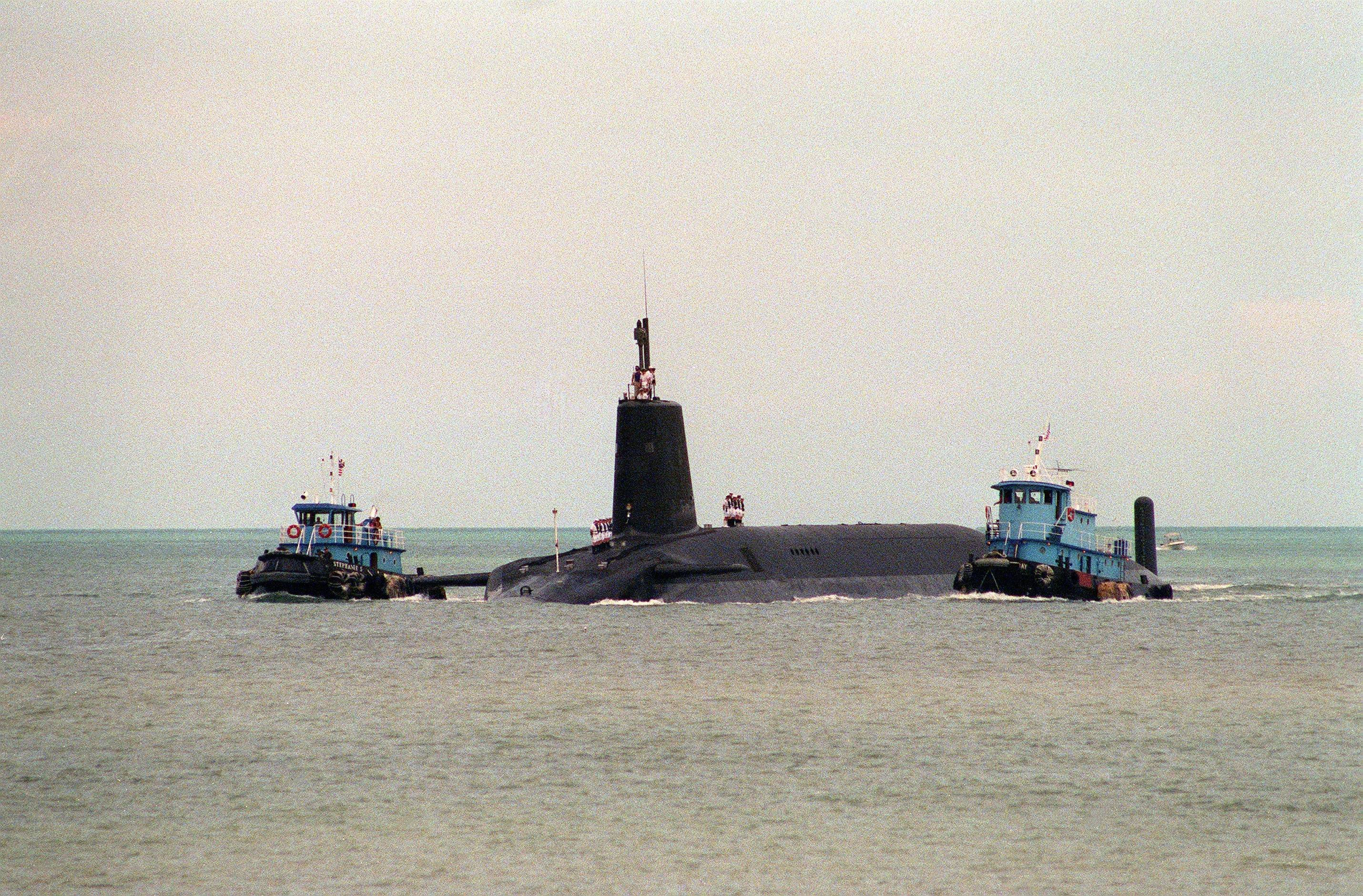
HMS "Vanguard", jeden z czterech okrętów podwodnych Royal Navy zawierających instrukcje premiera na wypadek katastrofy termojądrowej

Letters of last resort (listy ostateczne} – określenie czterech listów napisanych odręcznie przez premiera Wielkiej Brytanii, znajdujących się na każdym z czterech okrętów podwodnych typu Vanguard, przenoszących pociski balistyczne z głowicami termojądrowymi. Listy zawierają instrukcję dotyczącą sposobu postępowania w przypadku, gdyby atak termojądrowy wroga zniszczył Wielką Brytanię i zabił zarówno premiera oraz wyznaczoną przez niego drugą osobę, nieznaną z imienia i nazwiska, powołaną do podejmowania decyzji w wypadku jego śmierci w katastrofie termojądrowej.
Według słuchowiska dokumentalnego The Human Button nadanego przez BBC Radio 4 w grudniu 2008 roku, listy mogą zawierać jedną z czterech opcji:
- Odpowiedzieć atakiem jądrowym na wyznaczone cele;
- Nie odpowiadać atakiem jądrowym;
- Dowódca podejmuje decyzję według własnego uznania;
- Oddać się pod dowództwo sprzymierzonego państwa dysponującego bronią jądrową.

Listy znajdują się w sterowni okrętu w dwóch sejfach umieszczonych jeden wewnątrz drugiego, przymocowanego na stałe do podłogi. Listy są niszczone po każdej zmianie premiera i zastępowane pismami nowego urzędnika.